# L.S.F. (Lost Souls Forever)
Pour les articles homonymes, voir LSF.
Singles de Kasabian
Club Foot
(2004) Processed Beats
(2004)
Pistes de Kasabian
Orange
(5) Running Battle
(7)
L.S.F. (Lost Souls Forever) est le troisième single du groupe de rock britannique Kasabian publié le 9 août 2004 un mois avant la sortie de l'album studio éponyme dont il est issu. Il se classe 10e au classement britannique des ventes de singles.

## Parution
Kasabian sort son troisième single, L.S.F. (Lost Souls Forever), le 9 août 2004, proposant « une grosse orchestration et un gros refrain », que Pizzorno estime comme « des choses qui manquent dans la musique en général ». Grâce notamment à la promotion faite par les membres du Movement, celui-ci se classe 10e de l'UK Singles Chart dès sa première semaine,.
| Classement musical             | Meilleure position |
| ------------------------------ | ------------------ |
| Royaume-Uni (UK Singles Chart) | 10                 |

## Liste des chansons
Toute la musique est composée par Sergio Pizzorno et Chris Karloff.
| 1. | L.S.F. (Lost Souls Forever)   | 3:19 |
| 2. | Lab Twat                      | 3:17 |
| 3. | Doctor Zapp                   | 3:32 |
| 4. | L.S.F. (Jagz Kooner Mix Edit) | 3:14 |
| 5. | Clip vidéo                    |      |

## Ouvrage
- (en) Joe Shooman, Kasabian : Sound, Movement & Empire, Independent Music Press, 24 avril 2008, 176 p. (ISBN 190619100X et 978-1906191009)